# Smith & Wesson Model 2
Smith & Wesson (S&W) Model 2, также известный как Smith & Wesson .38 Single Action — 5-зарядный револьвер калибра .38 S&W, производившийся компанией Smith & Wesson в 1876—1911 гг. Всего за годы выпуска было произведено более 223 000 экземпляров трёх типов.
Револьвер «переломочного» типа, фиксатор ствола располагался сверху, над курком. Представляет собой вариант третьего типа револьвера Smith & Wesson Model 1 1/2 с несколько увеличившимся калибром.

## 1-й тип
Первый тип отличается стволом без долов и длинным кожухом экстрактора, подобному этой же детали у поставлявшегося в Россию револьвера Smith & Wesson Model 3, отчего и происходит прозвище «Baby Russian». Спуск сосковый, предохранительная скоба отсутствует. Выпускались как воронённые, так и никелированные револьверы этого типа, преимущественно со стволами длиной 3½ или 4 дюйма, хотя также существовали и экземпляры с 7-дюймовым стволом.
Номера выпущенных между 1876 и 1877 годами револьверов — от 1 до 25,548. На экземплярах, состоявших на вооружении департамента полиции Балтимора в 1876—1917 гг, нанесено клеймо «City of Balto».

## 2-й тип
Сходен с предыдущим типом, за вычетом укороченного механизма экстракции и, соответственно, отсутствующего кожуха экстрактора. Выпускался в том же оформлении, что и 1-й тип, а кроме того — со стволами длиной 6, 8 и 10 дюймов.
Номера выпущенных — от 1 до 108 255.

## 3-й тип
Третий тип этого револьвера, выпускавшийся с 1891 по 1911 гг часто именуется 1891 Model, или, в соответствии с клеймом на стволе — 91 Model. Обычный спуск и предохранительная скоба (кроме 2000 экземпляров, выпущенных по заказу правительства Мексики, так называемой «Мексиканской модели», у которой эти детали были такими же, как и на предыдущих двух типах).